# Maugansville
Maugansville es un lugar designado por el censo ubicado en el condado de Washington en el estado estadounidense de Maryland. En el Censo de 2010 tenía una población de 3.071 habitantes y una densidad poblacional de 483,97 personas por km².

## Geografía
Maugansville se encuentra ubicado en las coordenadas 39°41′37″N 77°44′50″O / 39.69361, -77.74722. Según la Oficina del Censo de los Estados Unidos, Maugansville tiene una superficie total de 6.35 km², de la cual 6.35 km² corresponden a tierra firme y (0%) 0 km² es agua.

## Demografía
Según el censo de 2010, había 3.071 personas residiendo en Maugansville. La densidad de población era de 483,97 hab./km². De los 3.071 habitantes, Maugansville estaba compuesto por el 89.65% blancos, el 5.54% eran afroamericanos, el 0.39% eran amerindios, el 1.69% eran asiáticos, el 0% eran isleños del Pacífico, el 0.72% eran de otras razas y el 2.02% pertenecían a dos o más razas. Del total de la población el 2.93% eran hispanos o latinos de cualquier raza.